# Lettere cattoliche
Nel Nuovo Testamento sono incluse sette epistole non redatte da Paolo di Tarso e raccolte con il nome di lettere cattoliche ovvero lettere universali. Questo nome si deve al fatto che non hanno un destinatario esplicito, ma sono indirizzate a tutti i cristiani, laddove l'espressione "lettere universali" traduce il greco katholikós. Gli autori sono tradizionalmente identificati con Pietro apostolo, Giovanni apostolo, Giacomo e Giuda.
Gli esegeti della Bibbia Edizioni Paoline osservano come le lettere pastorali "nell'uso tradizionale sono state sempre un po' in ombra, forse per il grande valore dogmatico del gruppo delle lettere paoline o per l'incertezza circa l'autenticità e la canonicità di ben cinque di esse" e gli studiosi del "Nuovo Grande Commentario Biblico" sottolineano che "si arrivò, comunque, a questo numero sette delle epistole soltanto dopo lunghe e alterne vicende [...] la disposizione attuale (Gc, 1-2Pt, 1-3Gv, Gd) potrebbe dipendere dall'ordine dei nomi in Gal2,9".
Origene di Alessandria (185-254), "autore patristico del III secolo, considerava anche la Lettera di Barnaba tra le lettere cattoliche. Tuttavia, la successiva Lista di San Damasio I non menzionò la Lettera di Barnaba fra i testi canonici.
Sono altresì note col nome di Lettere Apostoliche.

## Lettere di Pietro
A nome di Pietro sono raccolte due lettere: la Prima e la Seconda lettera di Pietro.

## Lettere di Giovanni
A Giovanni apostolo ed evangelista sono state attribuite tre lettere, la prima, la seconda e la terza che vanno ad aggiungersi al Vangelo e all'Apocalisse, sempre attribuiti a lui.

## Lettera di Giacomo
Attribuita a Giacomo si ha solo un'epistola.
L'autore si presenta nel versetto 1,1 come "Giacomo, servo di Dio e del Signore Gesù Cristo". L'identificazione però non è facile perché nel Nuovo Testamento sono almeno cinque le persone con questo nome. Probabilmente non fu quel Giacomo "figlio di Zebedeo", dunque fratello di Giovanni, che fu il primo apostolo martire ucciso nel 44 d.C. da Erode. Alcuni attribuiscono l'epistola in questione a Giacomo il minore, "figlio di Alfeo", un altro degli apostoli, o a Giacomo il Giusto, uno dei "fratelli di Gesù".
Nell'ambito della critica biblica moderna "una crescente maggioranza di studiosi", anche cristiani, si allinea alla posizione pseudoepigrafica e "l'opinione maggiormente diffusa oggi è che un cristiano, che conosceva bene l'ellenismo e il giudaismo, abbia scritto la lettera sotto il nome di Giacomo di Gerusalemme negli ultimi anni del I sec. d.C.". In merito all'attribuzione della Lettera di Giacomo a uno degli omonimi personaggi citati nel Nuovo Testamento, gli esegeti della interconfessionale Bibbia TOB - concordemente agli studiosi della interconfessionale "Parola del Signore Commentata", a quelli della Bibbia di Gerusalemme e del "Nuovo Grande Commentario Biblico" - osservano che "questa attribuzione, presa la lettera, non è verosimile [...] Altri, più verosimilmente, avanzano l'ipotesi che esistesse una tradizione di «parole di Giacomo» analoga alla tradizione sinottica, pur facendo le debite proporzioni, e che se ne sia servito uno scrittore il quale secondo le consuetudini letterarie del tempo, voleva mettere il suo scritto sotto il patrocinio di un personaggio illustre"; si può osservare, inoltre, che "se l'autore di questa lettera è davvero il fratello di Gesù (o qualcuno che intende presentarsi come tale), è strano che non faccia alcun riferimento alla sua personale conoscenza di quest'ultimo e dei suoi insegnamenti" e "se realmente fosse stata scritta da questa personalità di primo piano, non si comprenderebbe la difficoltà da essa incontrata nell'imporsi alla Chiesa come Scrittura canonica".
La lettera è piuttosto breve (cinque capitoli e un centinaio di versetti), ma il suo contenuto è notevole.

Nel primo capitolo l'autore invita a considerare la sofferenza come una parte non eliminabile della natura umana e invita ad affrontare serenamente le angherie patite a causa della fede.

Giacomo invita a chiedere nella preghiera soprattutto la sapienza che permetterà al fedele di comprendere i misteri della natura umana e divina.

La lettera continua con un invito a mettere in pratica le parole del maestro divino, piuttosto che professarle, ad aiutare i poveri, a fuggire le liti e a diffidare dei cattivi maestri.

Importante per la dottrina sacramentaria cattolica il cap. 5 della lettera che costituisce il fondamento biblico del sacramento della unzione degli infermi.

## Lettera di Giuda
A Giuda è attribuita l'ultima delle lettere cattoliche. Secondo alcuni autori si potrebbe trattare del Giuda parente di Gesù, dell'apostolo Giuda Taddeo, o ancora di altri personaggi con lo stesso nome. 
Secondo invece altri studiosi l'autore può essere difficilmente identificato con Giuda parente di Gesù o con uno degli apostoli e gli esegeti del "Nuovo Grande Commentario Biblico" sottolineano che "gli studiosi ritengono che questa sia una lettera pseudonima [...] che manifesta generale inquietudine per la presenza di opinioni divergenti nelle chiese alla fine del I secolo", mentre gli studiosi dell'interconfessionale "Parola del Signore Commentata" - concordemente agli esegeti della interconfessionale Bibbia TOB, a quelli della Bibbia di Gerusalemme e al biblista Bart Ehrman - ritengono che "c'è da pensare che parlando di Giacomo ci si riferisca al fratello del Signore (Galati 1,19; Giacomo 1,1) e parlando di Giuda ci si riferisca probabilmente al fratello del Signore citato in Marco 6,3. Dato però che gli scontri con i falsi maestri, citati nella lettera, riflettono la situazione intorno all'anno 100 d.C., quando cioè il periodo in cui vissero gli apostoli faceva ormai parte del passato (v.17), bisognerà concludere che l'autore ha scelto il nome di Giuda solo per rendere chiaro, in questo modo, che egli non vuole mettere in risalto niente altro che l'unica cosa fondamentale, e cioè quello che dissero gli apostoli, e in primo luogo Giacomo, capo della comunità di Gerusalemme"; gli studiosi della Bibbia Edizioni Paoline sottolineano, inoltre, come l'autore non possa essere "né l'uno né l'altro degli apostoli poiché, in caso che lo fossero stati, non avrebbero mancato di indicarlo".

### Riferimenti
1. ↑  La Bibbia, Edizioni Paoline, 1991, p. 1845, ISBN 88-215-1068-9.
2. ↑  Raymond E. Brown, Joseph A. Fitzmyer, Roland E. Murphy, Nuovo Grande Commentario Biblico, Queriniana, 2002, p. 1008, ISBN 88-399-0054-3.
3. ↑  (EN) Kirsopp Lake, The Apostolic Fathers, I, Londra, 1912,  pp. 337-339. URL consultato il 16 agosto 2018 (archiviato l'8 settembre 2017).
4. ↑  (EN) Wayne Blank, Apostolic Letters, su keyway.ca. URL consultato il 16 agosto 2018 (archiviato dall'url originale il 3 ottobre 2015).
5. ↑   Giac 1,1, su La Parola - La Sacra Bibbia in italiano in Internet.
6. ↑  William Barclay, The letters of James and Peter, 1975.
7. ↑  Raymond E. Brown, Joseph A. Fitzmyer, Roland E. Murphy, Nuovo Grande Commentario Biblico, Queriniana, 2002, p. 1191, ISBN 88-399-0054-3. Cfr anche la sezione "Autore" alla voce "Lettera di Giacomo".
8. ↑  Raymond E. Brown, Joseph A. Fitzmyer, Roland E. Murphy, Nuovo Grande Commentario Biblico, Queriniana, 2002, p. 1192, ISBN 88-399-0054-3.
9. ↑  Bibbia TOB, Elle Di Ci Leumann, 1997, pp. 2800-2801, ISBN 88-01-10612-2.
10. ↑  Bart Ehrman, Il Nuovo Testamento, Carocci Editore, 2015, pp. 473-475, ISBN 978-88-430-7821-9.
11. ↑  Bibbia di Gerusalemme, EDB, 2011, p. 2874, ISBN 978-88-10-82031-5.
12. ↑  Thomas R. Schreiner, First, Second Peter, Jude, B&H, 2003.
13. ↑  Daniel Keating, First and Second Peter, Jude, Baker Academic, 2011.
14. ↑  Enciclopedia Cattolica
15. ↑  Parola del Signore Commentata, traduzione interconfessionale, Nuovo Testamento, LDC/ABU, 1981, pp. 729-730.
16. ↑  La Bibbia, Edizioni Paoline, 1991, p. 1866, ISBN 88-215-1068-9.